# Palais Léopoldina
Le palais Léopoldina ou palácio Leopoldina est un palais du XIXe siècle situé dans la ville de Rio de Janeiro, à proximité du palais Impérial de São Cristóvão. 
Initialement propriété du commandant José Bessa, le futur palais Léopoldina est aménagé par l'architecte José Maria Jacinto Rebelo, afin de servir de résidence officielle à la princesse Léopoldine du Brésil, seconde fille de l'empereur Pedro II et à son mari le prince Auguste de Saxe-Cobourg mariés en 1864. 
Le couple princier entre en possession de la demeure le 18 juillet 1865. Le 19 mars 1866, la princesse Léopoldine donne le jour à son premier enfant : Pierre, né au palais Léopoldina.
Après la mort de dona Leopoldina, en 1871, la résidence est occupée par ses fils aînés : les princes Pierre de Saxe-Cobourg-Gotha et Auguste de Saxe-Cobourg-Gotha.
Après 1889, lors de l'avènement de la république, le palais, devenu bien national, subit une rénovation afin d'être utilisé par plusieurs bureaux publics jusqu'à sa démolition dans les années 1930. Le CEFET-RJ a été construit sur le terrain.